# Богоявленская церковь (Санкт-Петербург)
Храм Богоявления на Гутуевском острове — православный храм в русском стиле, расположенный в Санкт-Петербурге на Гутуевском острове.

## История создания
Храм построен в память чудесного спасения цесаревича Николая Александровича. 29 апреля 1891 года во время проезда наследника-цесаревича через город Оцу в Японии, где он был ранен японским фанатиком.
Первоначально служащими портовой таможни было решено построить часовню, но местный фабрикант И. А. Воронин выделил средства на постройку храма в русском стиле.
В первую годовщину покушения на цесаревича по благословению митрополита Исидора (Никольского) состоялась закладка храма. Архитектор — Василий Антонович Косяков. 29 апреля 1899 года состоялось освящение главного престола храма в честь праздника Богоявления. Чин освящения совершил митрополит Петербургский Антоний, в сослужении трёх архимандритов, знаменитого настоятеля Кронштадтского Андреевского собора, протоиерея Иоанна Ильича Сергиева, благочинного протоиерея Н. Н. Головина и местных священников Е. Я. Балановича и П. А. Лебединского. На освящении присутствовали С. Ю. Витте, министр финансов В. Н. Коковцов и директор департамента таможенных сборов Н. И. Белюстин. В мае 1899 был освящен левый придел в честь святителя Николая Чудотворца, а 18 июля 1899 года освящён правый придел в честь преподобного Иоанна Спостника. При храме были открыты церковно-приходское попечительство, бесплатная библиотека, приходской хор любителей церковного пения. Под алтарем была устроена усыпальница семьи фабриканта И. А. Воронина.
Трёхпрестольный храм Богоявления вмещает до 1200 молящихся. Алтарная часть отделялась одноярусным иконостасом, который был выполнен из фаянса на знаменитой фабрике М. С. Кузнецова и отмечен наградой на Всемирной выставке в Париже в 1900 году. Запрестольный образ тайной вечери, написанный во всю алтарную стену, виден был с любого места в храме. Выше, над тайной вечерей, помещался образ «Крещение Господне»; изображённые на нём берега Иордана и окружающий пейзаж были выполнены А. С. Сланцевым с натуры, для чего он специально ездил в Палестину.
В главном куполе барабана на высоте более 30 метров написан образ Спасителя. В нижней части барабана помещался аркатурно-колончатый пояс, интерколюмнии которого были заполнены 32 иконами — праотцы, пророки и апостолы. Настенная живопись храма была выполнена А. С. Сланцевым, орнаментальная роспись — К. Н. Бутаковым, иконы в киотах и барабане написаны А. М. Постниковым. Все мозаичные работы были выполнены в петербургской мастерской Фролова. На колокольне были установлены 10 колоколов общим весом 750 пудов, колокола были отлиты на московском заводе Сангина. До установки колокола демонстрировались на всемирной выставке в Чикаго.
Для освещения здания была разработана уникальная система электрического оборудования на 450 лампочек. Интерьер храма освещали три бронзовых золочёных паникадила высокохудожественной работы.
Здание имело уникальное отопление, спроектированное Б. К. Правдзиком.
В 1910-е годы настоятелем храма был П. А. Лебединский, известный педагог и духовный писатель.

## Архитектура
Трёхглавый храм построен по образу и подобию обетного храма в Борках. Стены из красного кирпича не оштукатурены. Центральный большого размера купол имеет луковичную форму и поставлен на высокий барабан, окружённый поясом окон и кокошников, купол украшали рельефные узоры. Две малые главы — шатровые. Фасады украшены орнаментальными узорами с изразцовыми и майоликовыми вставками, вход обрамлён арочным порталом. Над входом возвышается сужающаяся к верху двухъярусная шатровая колокольня с стрельчатыми арками звонниц, увенчанная золочёной луковичной главкой с крестом. Величественный храм стал великолепным украшением панорамы Обводного канала и реки Екатерингофки. Золотую луковицу можно видеть даже от Варшавского вокзала.
Церковь отличалась богатым внутренним убранством, низкий одноярусный фаянсовый «под слоновую кость» иконостас с бронзовыми царскими вратами был удостоен медали на парижской выставке 1900 года. Все стены, своды и купол храма были расписаны изнутри.
По проекту Богоявленской церкви были построены ещё три храма — собор Святой Троицы (Шадринский) в Благовещенске (1896—1902, разрушен в 1936), церковь Покрова Пресвятой Богородицы в станице Новоивановской (1909—1912), собор Святой Софии в Харбине (1923—1932).

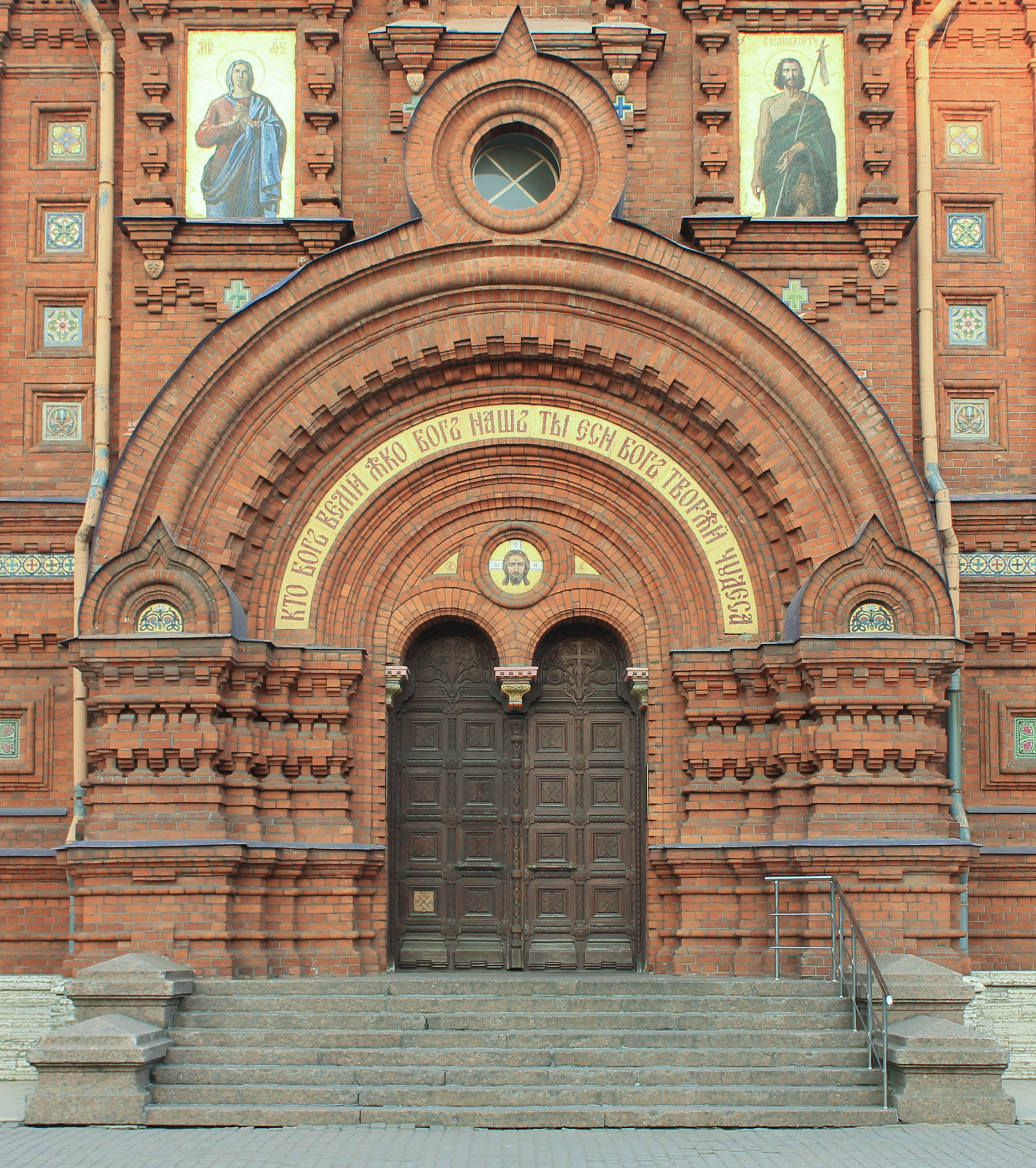
Западные врата
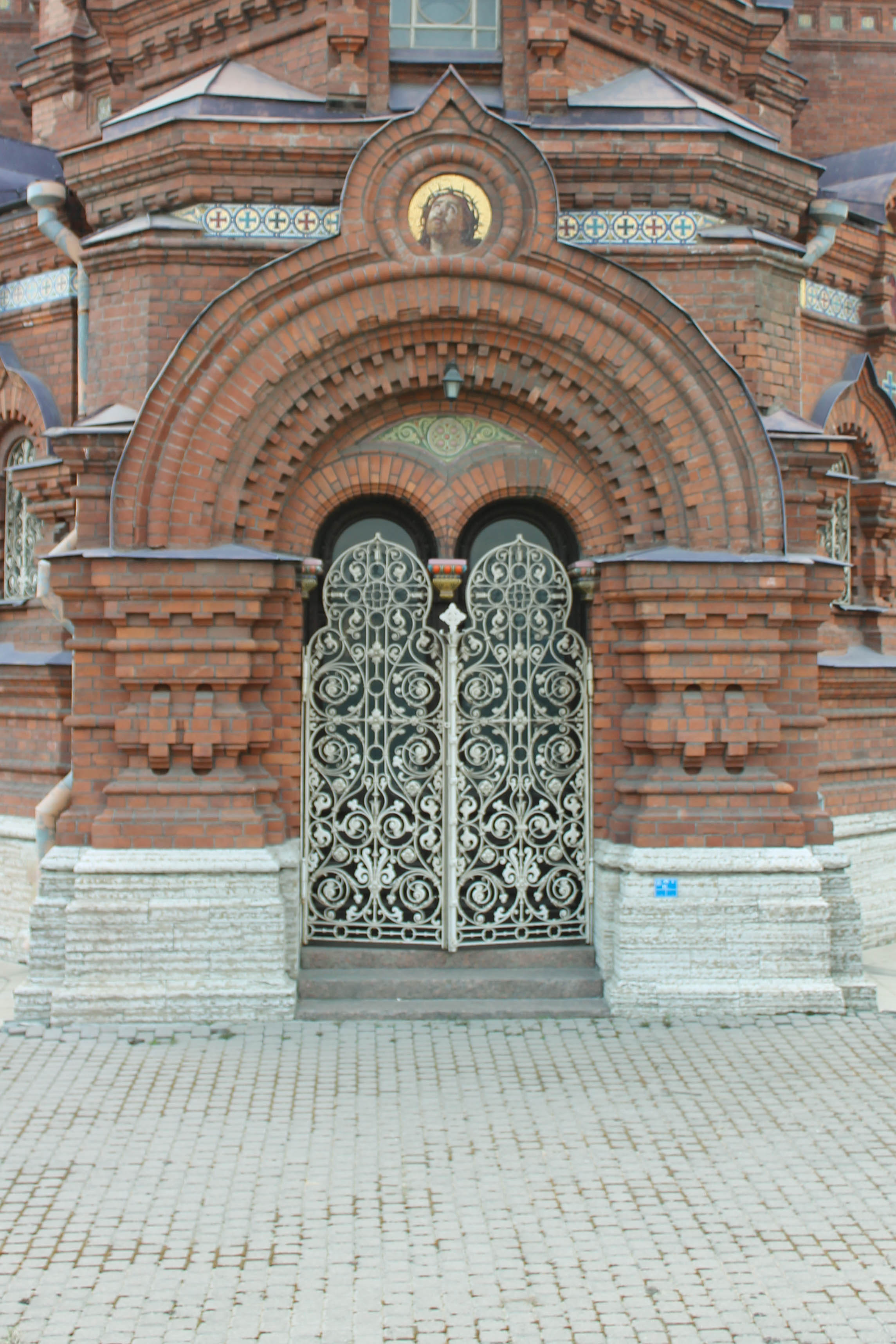
Восточные врата
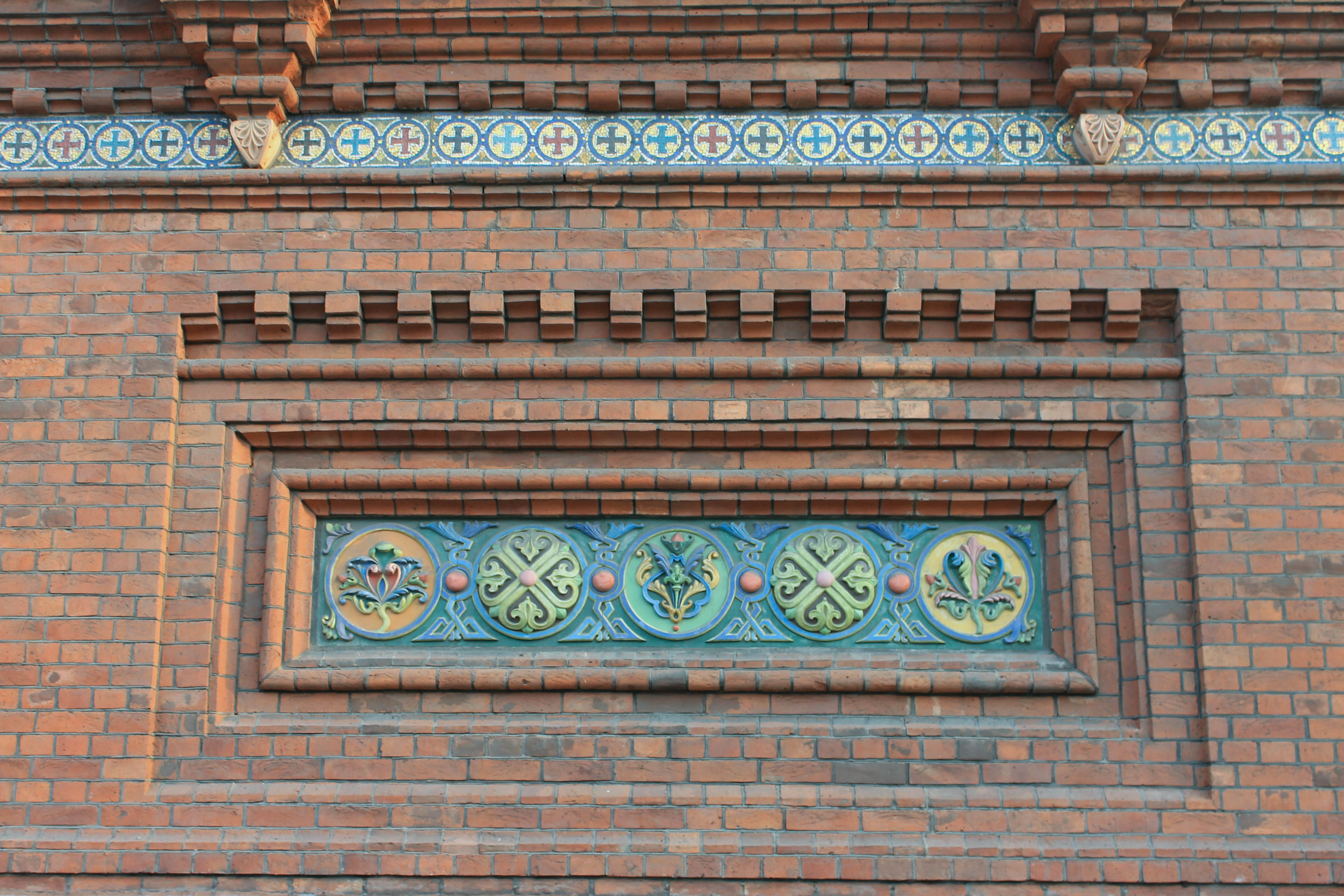
Изразцы на наружной стене
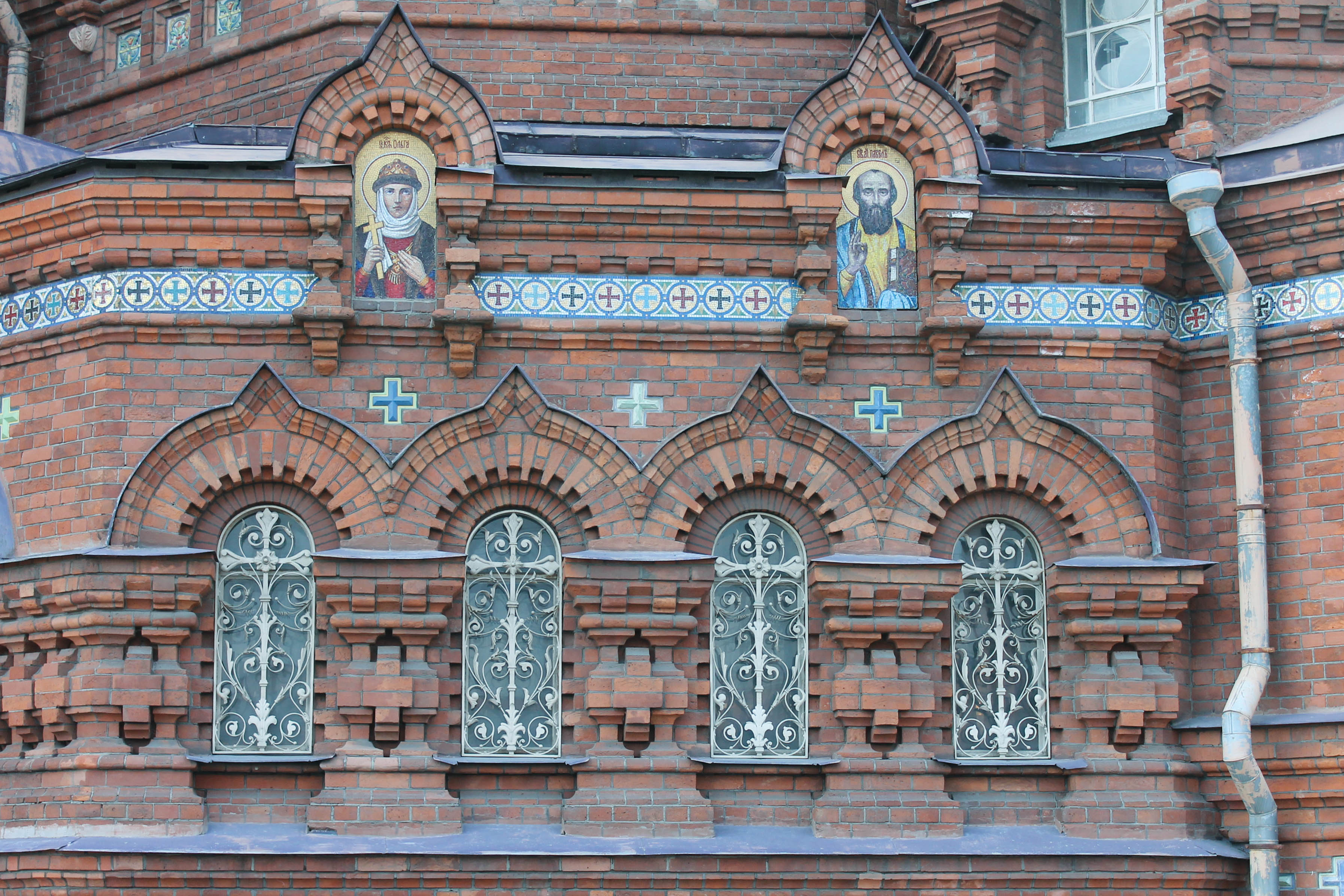
Окна

## Новейшая история

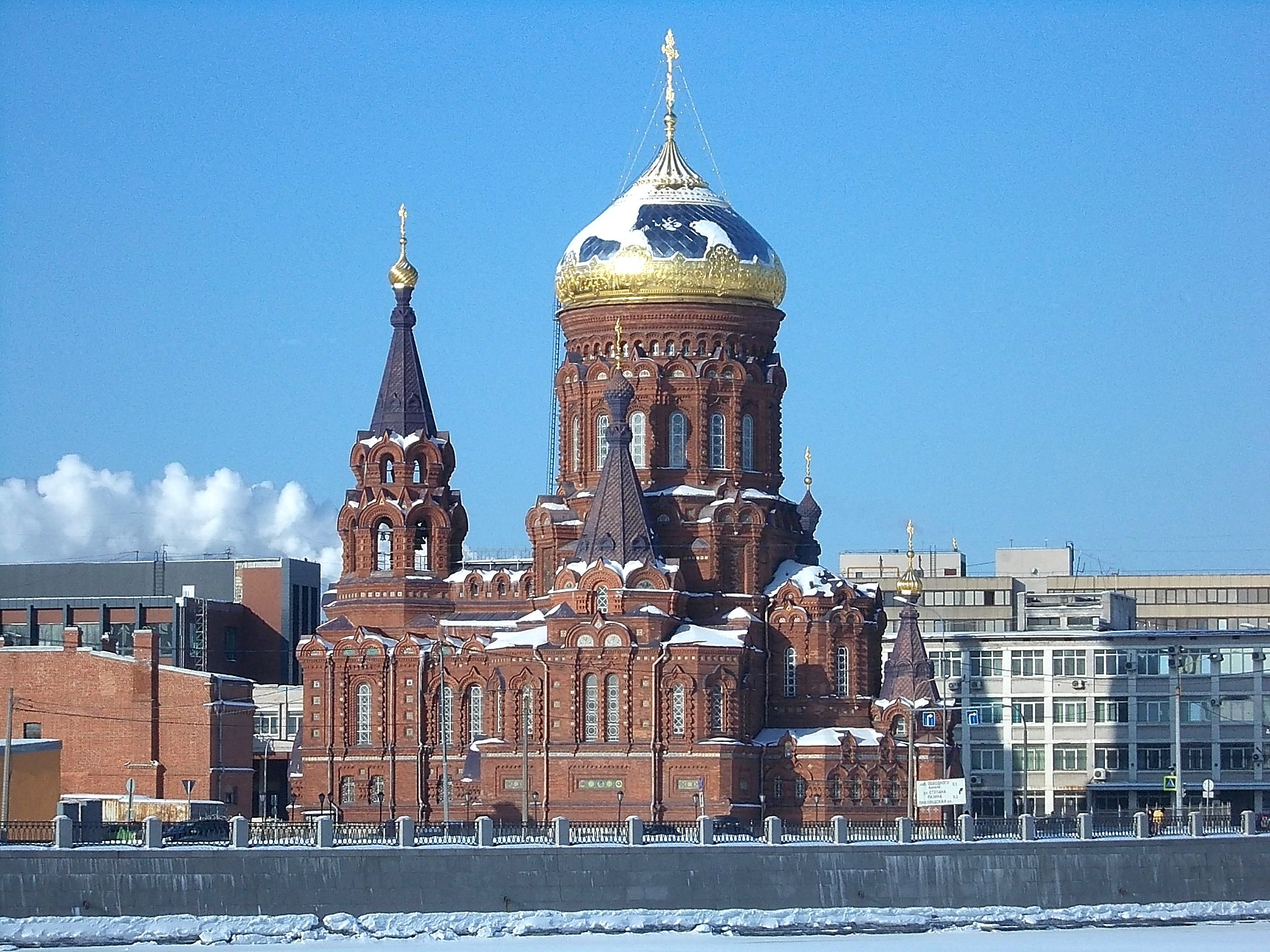
Вид из парка Екатерингоф

В мае 1935 года церковь была закрыта. Полностью были утрачены шатры и главки, внутреннее убранство и иконостас, большинство архитектурного декора, в том числе и майоликовые иконы и узоры купола. Впоследствии в церкви находились овощебаза, склады, мыловаренный завод и морг, она была обнесена бетонной оградой. Историческая кованая ограда в 1936 году была перенесена к новой школе на углу Болдырева переулка и 2-й Турбинной улицы (ныне — Промышленная улица, 18). Примерно в 2006 году ограда была сдана в металлолом.
Во время Великой Отечественной войны в храме произошёл пожар, в ходе которого здание сильно пострадало.
В 1991 году изуродованный и обезображенный храм в аварийном состоянии был возвращён Церкви. От былой красоты не оставалось буквально ничего. Обезглавленный, с закоптившимися стенами — так он тогда выглядел. В Богоявление, 19 января 1992 года в храме состоялось первое богослужение. В том же году начались восстановительные работы, которые снаружи уже завершились, за исключением узоров на куполе. 4 мая 1995 года на купол был поднят крест. Так, после долгих лет реставрации храм, находившийся в ужасном состоянии, вновь засиял во всём своим былом благолепии. В 2005 году была демонтирована бетонная ограда. Примерно в 2010—2011 годах храм обнесли новой оградой, она повторяет утраченную в 2006 году старую ограду. Сейчас ведётся реставрация внутри, росписи частично восстановлены, в сентябре 2012 года освящён заново созданный керамический иконостас. В церкви проводятся регулярные службы.